# Daniëlle van de Donk
Daniëlle van de Donk, född den 5 augusti 1991 i Valkenswaard, är en nederländsk fotbollsspelare (mittfältare) som representerar franska Lyon. Hon har tidigare spelat för bland annat Kopparbergs/Göteborg och PSV Eindhoven.

## Klubbkarriär
Säsongen 2015/2016 vann Daniëlle van de Donk FA-cupen med Arsenal LFC. Tidigare säsonger har hon vid två tillfällen tagit sig nederländsk cupfinal, dock utan att vinna.
I juni 2021 värvades van de Donk av franska Olympique Lyonnais, där hon skrev på ett tvåårskontrakt. I mars 2023 förlängde van de Donk sitt kontrakt med två år.

## Landslagskarriär
Van de Donk spelade alla matcher för Nederländerna i EM på hemmaplan år 2017, där landet även stod som slutsegrare efter finalvinst mot Danmark med 4-2. Hon blev målskytt i kvartsfinalen mot England som Nederländerna vann med 3-0.
Hon var också en del av det nederländska landslag som spelade i VM i Kanada år 2015. Där blev det speltid i samtliga landets matcher i turneringen. I gruppspelet ställdes Nederländerna mot Nya Zeeland (vinst 1-0), Kina (förlust 0-1), Kanada (oavgjort 1-1) och i åttondelsfinalen Japan (förlust 1-2).